# ヴェレッシュ・ラヨシュ
ヴェレッシュ・ラヨシュ（Veress Lajos, 1889年 - 1976年）は、ハンガリーの軍人。大将。
第一次世界大戦に従軍し、戦後、ハンガリー軍に入隊した。1933年から1935年まで第1騎兵師団参謀長、騎兵総監。1935年から1938年まで駐ウィーン駐在武官。1938年、第6混成旅団を指揮。1939年から1940年まで第15旅団長。
1940年から1941年まで、第2騎兵旅団長となり、ユーゴスラビアに対する軍事行動に参加した。1941年から1942年まで第2装甲師団長、1942年に第1装甲師団長。1942年9月から10月まで第1装甲軍団を指揮した。1942年10月から1944年8月まで第9軍団長、1944年9月から10月まで第2軍（第9軍団（3個師団、2個旅団、1個国境支隊）、第2軍団（4個予備師団、1個戦車旅団、1個予備旅団））司令官。1944年9月、第2軍はB軍集団の編成下で東部戦線に投入され、北トランシルバニアでソ連軍に撃破された。
サーラシ・フェレンツの権力掌握後、ゲシュタポにより逮捕された。1945年に解放されたが、今度はハンガリー当局により逮捕され、1947年に終身刑を言い渡された。のち、1956年に釈放された。